# 42e bataillon de chars de combat
Pour les articles homonymes, voir 42e bataillon.
Le 42e bataillon de chars de combat (42e BCC) est une unité de l'armée française crée en 1939 et rattachée à la 3e division cuirassée. Il participe à la campagne de mai-juin 1940. 

## Historique du42eBCC
Il est créé en le 31 décembre 1939 par les Centres Mobilisateurs 505 de Vannes et 509 de Maubeuge pour faire partie des divisions cuirassées en cours de formation.  Il est affecté le 20 mars 1940 à la 7e demi-brigade de la 3e division cuirassée. Au même moment, la 1re compagnie devient la 342e compagnie autonome de chars de combat pour participer à la campagne de Narvik. Le bataillon est organisé avec de 46 chars H39, 2 chars Renault FT désarmés de soutien, 105 camions et voitures divers et 51 motos.
Lors de la bataille de France, le bataillon est engagé immédiatement dans les Ardennes. Il teint une portion de la ligne de front entre le 14 et le 24 mai avec de nombreux petits engagements. Il se replie ensuite à l'arrière du front pour se réorganiser. Il combat ensuite sur l'Aisne autour du 10 juin dans la région de Rethel et d'Armançon avant de se replier en combattant. 
Il est dissout peu de temps après l'Armistice.

## Décoration
Pour sa conduite durant la campagne, il est cité à l'ordre de l'armée et reçoit la Croix de guerre 1939-1945 : 

« Magnifique bataillon de chars légers, ardent et tenace au feu, fait à l'image de son chef le Commandant Vivet, guerrier légendaire à la 3e Division Cuirassée, qui, dans tous les combats de mai et de juin 1940, a répondu jusqu'au sacrifice à l'appel du Général Commandant la Division.
En mai, durant douze jours, a mené des contre-attaques au sud de Sedan, triomphant d'un ennemi supérieurement armé, grâce à la farouche obstination de ses équipages. Du 10 au 16 juin, de l'Aisne de Rethel à l'Armançon de Montbard, au cours d'une retraite difficile, s'est battu chaque jour, donnant des coups de boutoir décisifs, et protégeant efficacement les replis de l'infanterie amie jusqu'au dernier appareil. »

— Citation à l'ordre de l'armée

## Ordre de bataille
- Commandant : chef de bataillon Vivet[1]
- 1re compagnie devenue 342e CACC : capitaine Dublineau[1]
- 2e compagnie :  lieutenant Lannefranque[1]
- 3e compagnie : capitaine du Cos de la Hitte[1]
- compagnie d’échelon : capitaine Aubry[1]